# Национальный чемпионат II
Национальный чемпионат II , или Второй национальный чемпионат Венгрии по футболу (венг. Nemzeti Bajnokság II, — "Национальный чемпионат II "), в настоящее время известный по бренду титульного спонсора под названием «Меркантил Банк Лига» (венг. Merkantil Bank Liga) — второй дивизион чемпионата Венгрии по футболу, проводимый Венгерской футбольной федерацией. Основан в 1901 году, начиная с сезона 2004/2005 был разделён на две группы по 16 команд, однако в 2013 возвращён к прежнему формату. С 2017 года в турнире выступают 20 команд. В 2022 году второй титул взял Вашаш.

## Победители с 2013/14
| Клуб                    | Сезон   | Титул |
| ----------------------- | ------- | ----- |
| «Ньиредьхаза Шпартакуш» | 2013/14 | 4-й   |
| «Вашаш»                 | 2014/15 | 1-й   |
| «Дьирмот»               | 2015/16 | 2-й   |
| «Академия Пушкаша»      | 2016/17 | 1-й   |
| «МТК»                   | 2017/18 | 4-й   |
| «Залаэгерсег»           | 2018/19 | 1-й   |
| «МТК»                   | 2019/20 | 5-й   |
| «Дебрецен»              | 2020/21 | 8-й   |
| «Вашаш»                 | 2021/22 | 2-й   |
| «Диошдьёр»              | 2022/23 | 7-й   |